# Подолье (Смоленская область)
Подолье — деревня в Вяземском районе Смоленской области России. Входит в состав Новосельского сельского поселения. Население — 5 жителей (2007). 
Расположена в восточной части области в 8 км к северу от Вязьмы, в 1 км восточнее автодороги Р134 «Старая Смоленская дорога» Смоленск — Дорогобуж — Вязьма — Зубцов. В 1,5 км восточнее деревни расположена железнодорожная станция Фомкино на линии Вязьма — Ржев. 

## История
В годы Великой Отечественной войны деревня была оккупирована гитлеровскими войсками в октябре 1941 года, освобождена в марте 1943 года.